# Armored Core: For Answer
Armored Core: For Answer també anomenat Armored Core 4 Answer és un videojoc per la PlayStation 3 i Xbox 360. És la 13a publicació de la saga Armored Core de From Software. Armored Core: For Answer és la seqüela d'Armored Core 4, i la història té lloc una dècada després.

## Jugabilitat
L'adaptació del AC s'ha canviat des de l'anterior títol d'Armored Core, amb una nova interfície i moltes noves peces que no es troben en Armored Core 4, així com noves funcions com l'Armadura d'Assalt, que ens permet detonar tota la nostra reserva de Partícules Kojima i efectuar un atac omnidireccional de curt abast i el Mega-Ultrapropulsor, un potent propulsor d'un sol ús que ens permetrà recórrer les grans distàncies que ens separen dels nostres objectius en tot just uns minuts. El mode online torna amb un nou mode de cooperació, juntament amb els combats d'equips o tots contra tots de fins a 8 jugadors.

## Trama
El planeta està en un estat de decadència. La contaminació, especialment les perilloses Partícules Kojima, ha assolit cotes altíssimes i ha fet de la superfície un lloc inhòspit. En un acte desesperat, les corporacions restants (Que formen la facció coneguda com a Lliga de Corporacions) de la Pax Economica van construir gegantesques naus aèries que servirien com llar a la majoria de la població, estant així a salvo de la contaminada superfície. No obstant això, alguns han de conviure en terra. Aquests pocs formen l'ORCA, un grup rebel amb un considerable arsenal per a combatre les corporacions. El jugador pren el control d'un "NEXT" (Una forma avançada d'Armored Core) convertint-se així en Lynx (Els pilots que manegen NEXTs). Amb aquesta tecnologia, el jugador es veu implicat en el conflicte entre les corporacions i ORCA, i ha de decidir per quina causa lluitarà. A més, cada facció posseeix escruixidores Estacions de Batalla, màquines de guerra enorme contra les quals el jugador haurà de lluitar.

### Argument Previ
Han passat més de deu anys des de la Guerra del Desmantellament Nacional (Un succés previ a Armored Core 4). La Lliga de les corporacions ha sotmès al món. Per a eludir la mortal pol·lució de la superfície del planeta, la Lliga ha construït unes plataformes flotants, els Bressols. Només ací, a més de 7.000 metres d'altura, l'aire roman inalterable i sa. D'aquesta manera, l'aire s'ha convertit en la llar de la humanitat, i la terra, el camp de batalla on els exèrcits de les faccions lluiten pel control dels recursos que alimenten als Bressols.
Els Lynx (anomenats així pels enllaços, "links", que uneixen el control dels NEXT's al seu cervell) es convertiren llavors en un factor decisiu. Tement el poder d'aquests, la Lliga de Corporacions formà Kalad, una organització que agrupa a aquests temibles mercenaris i els manté en la superfície.

## Faccions

### La Lliga de les Corporacions
Un grup de corporacions que han format una poderosa aliança que ara domina el món. Teòricament, la Lliga va ser creada per a preservar la pau, però en realitat no és més que una portaveu de la voluntat i interessos de les corporacions. A més, a causa del poder polític recent adquirit per Omer, una de les corporacions, la Lliga ha acabat per parlar en nom seu. La Lliga també és artífex de les "Bressols", el sistema que protegeix a la població de la contaminada superfície mantenint-la en la troposfera. Però no obstant això aquesta solució a curt termini no és ni de bon tros viable; les instal·lacions que abastixen els Bressols, "Eretreias", contribueixen a seguir contaminant la superfície.

### Kalad
Facció creada per la Lliga de Corporacions la premissa de les quals és tenir sota control als Lynx. Aquesta organització fa d'intermediària entre La Lliga i els mercenaris, signant els contractes entre ambdós i assegurant-se que cap Lynx contrària els interessos de les corporacions.

### Line Ark
Una innovadora facció rebel que s'ha fet amb un gran arsenal. Line Ark s'oposa a la Lliga i els seus mètodes, i lluita per grans ideals com la llibertat i la democràcia. No obstant això, la seua política d'acceptar a qualsevol els ha arrossegat al mateix estat que les altres faccions, deixant a un costat els ideals pels quals un dia van lluitar.
A més, Line Ark compta amb un enigmàtic pilot sense nom que ostenta la remor d'haver enderrocat una companyia sense més suport que el del seu avantguardista i llegendari NEXT, White Glint.

### ORCA
Un misteriós grup que opera des de la superfície. El seu líder, un pilot dit Maximillian Thermidor, ha amenaçat públicament a la Lliga de Corporacions amb acabar d'una vegada amb l'exili de la humanitat a l'aire. Poc més se sap de les seues intencions, però la concentració de diversos Lynx d'elit ha obligat a La Lliga de Corporació a actuar.

## Personatges
- El Protagonista: És el Lynx que controlarem en Armored Core: For Answer. Durant tot el joc només controlarem a aquest pilot, que en cap moment parla. Al principi, el protagonista porta a terme una missió per a la Lliga de Corporacions, però després ha de triar amb quines faccions continuarà la seua aventura. A la versió original japonesa de Armored Core: For Answer es determina al protagonista com home.

- Lynx Desconegut: El Lynx pilot del llegendari White Glint, ocupa la posició 9 en el rang de Kalad, encara que el seu poder és equiparable al Lynx de més alt nivell. Indicis suggereixen que es tracta del protagonista de Armored Core 4. Existeix també una controvèrsia sobre sexe d'aquest Lynx; mentre que en el joc és anomenat com a dona i com a home (aquestes contradiccions s'atribueixen a un error de la traducció) no hi ha més indicis que determinen el seu sexe. Una acusació d'Ozdalva (Lynx de posició 1 en el rang de Kalad) a aquest pilot afavoreixen la teoria que es tracta del protagonista d'Armored Core 4.

- Serene Haze: L'operadora femenina del protagonista, mostra una gran confiança cap a aquest i demostra un gran coneixement sobre el camp de batalla, ja que anteriorment fou una Lynx d'alt rang, coneguda com a Kasumi Sumika, pilot de l'antiquada companyia Leonemeccanica. Si el jugador completa certa missió i s'alia amb Old King, Serene Haze s'unirà a la conspiració contra ells en l'última missió del tercer final, Ocupació d'Eretreia Kabalsh (Només en Mode Difícil).

- Maximillian Thermidor: El dirigent de l'ORCA, pilot d'un NEXT roig i negre de pes mitjà i cames d'articulació inversa, dit Unsung. Aquest pilot posseeix un peculiar sentit de l'humor i està amatent, al costat dels altres integrants dels Cinc Originals (primers membres i creadors de l'ORCA), a portar a terme el denominat "Pla Cross", que consisteix a obrir la frontera cap a l'espai exterior com a alternativa al sistema de "Bressols". Comparteix estratègia amb pilots de Rayleonard apareguts en Armored Core 4. Durant el transcurs de la missió "Atac a Eretreia Cranea" es revela que Maximillian Thermidor és en realitat Ozdalva (Lynx de posició 1 en el rang de Kalad), el qual va fingir la seua pròpia mort prèviament.

- Old King: Membre de l'ORCA i capdavantera del ja dissolt grup armat de Lilliana. Old King, encara en el sen d'ORCA, manté la distància amb els altres membres. Pilota un NEXT amb parts d'Algebra equipat per al combat a curta distància. El seu personatge cobra importància al participar en la missió "Defensar/Atacar el Bressol 03". En ambdues, mostra el seu desgrat amb el sistema de les "Bressols" i la seua intenció de derrocar-les com solució immediata. Si ho aconsegueix, cent milions de persones moren en les "Bressols". Si decidim lluitar per la seua causa i derroquem les "Bressols", podem accedir al tercer i últim final, en la missió "Ocupació de Eretreia Kabalsh", que no és més que una emboscada preparada pels cinc Lynx restants para acabar amb tu i amb Old King. Si sobrevivim a aquesta missió final, el jugador es converteix en l'únic Lynx en la terra i es proposa derrocar totes i cadascuna de les "Bressols" restants, massacrant així a encara més gent....

- Lylium Wolcott: Pilot de 2a posició en el rang de Kalad. Princesa de la companyia BFF (Bernard & Felix Foundation) i deixeble de Wong Shao Lung (Experimentat pilot de l'esmentada companyia, de 8a posició en el rang de Kalad), Lylium és la descendent de la noble família Wolcott. El seu estil senzill i delicat la diferència de la morta Mary Shelley, la pilot estrella de BFF durant la Guerra del Desmantellament Nacional. El NEXT de Lylium, Ambient, és una matriu de pes mig i amb armes de llarg-mig abast, especialment escollides per a complementar el NEXT de Wong Shao Lung, un quadruped franctirador de llarg abast.

- Gerald Gendlin: Gerald és un conegut Lynx que treballa para Rosenthal, successor del pilot Leonhardt i hereu de la gran basa d'aquesta companyia; el Noblesse Oblige. Aquest NEXT de colors celestials i de pes mitjà té potència i versatilitat gràcies als seus canons làser dorsals.

- Ozdalva: Amb seqüeles de l'antiga Rayleonard, aquest Lynx de la companyia Omer presideix el Rànquing de Kalad. El seu NEXT, una matriu lleugera amb un arsenal molt original i distant a les limitacions de la línia "LAHIRE" que aquest utilitza, competeix amb White Glint, a qui Ozdalva ha posat l'ull des de fa algun temps.

- Wynne D Fanchion: Pilot estrella d'Interior Union, coneguda com "El flagell de GA". El seu NEXT Reiterpallasch, lleuger però de gran potència de foc, utilitza l'última tecnologia làser d'Interior per a aconseguir efectes devastadors. Ostenta el rècord de no haver fallat una missió mai.

- Roadie: Un dels més experimentats pilots, que segueix a bord del seu antiquat NEXT Feedback, que utilitza braços bazoka de gran potència d'impacte. Compensa la seua baixa compatibilitat AMS amb una increïble experiència que fa d'aquest Lynx un dels millors pilots de GA (Global Armaments). Ocupant la 4a posició en el rang de Kalad, és un dels pilots més respectats.

- CUBE: Un autòmat pilot de prova de la companyia Aspina a bord del Fragile, un lleugeríssim disseny basat en la línia "X-SOBRERO/". Encara que no és utilitzat com unitat d'atac principal, CUBE sol acompanyar al Nº 1 del rang de Kalad, Ozdalva. Es diu que una gran quantitat de Lynx han caigut davant la seua pilotatge inhumà.

- Shamir Lavie-Lavie: Malanomenada "La Vídua Negra d'Algebra", aquesta Lynx d'alt rang pilota a Red Rum (Assassinat o "Murder", si ho llegim al revés). El seu estil de combat, el curt abast, resulta molt efectiu en camps de batalla adversos o amb problemes de visibilitat, on caça a les seues víctimes com ho faria una aranya.

- Maelzel: Un estrateg nat i part dels Cinc Originals de l'ORCA. Maelzel és també la mà dreta de Thermidor. Pilota un NEXT negre de gran pes amb components de GA. Ell i Vao, el seu jove aprenent, van A la Gran Caixa (Un antic centre d'operacions de GA) en una missió suïcida per a defensar els ideals d'ORCA, en la qual ambdós moren.

- Neònides: Un dels Lynx membres de l'ORCA amb més reputació. La seua excel·lent compatibilitat AMS i les seues genials tàctiques de combat, que inclouen el temerari ús de l'Armadura d'Assalt, han fet de Neònides i el seu NEXT Gachirin, un model de la línia "ARGYROS" de *Torus, uns adversaris a témer.

## Estacions de Batalla
Màquines de guerra d'enormes dimensions creades per les diferents faccions per a substituir l'ús dels NEXTs en operacions militars a gran escala. Superen en potència de foc i grandària a qualsevol NEXT.
- Spirit of Motherwill: Una de les Estacions de Batalla de major grandària, aquesta fortalesa errant dissenyada per BFF té centenars de míssils i canons de precisió, així com una flota de Normals (NEXT d'antiga generació) que la defensa.

- Cabracán: Creada per Algebra, aquesta Estació de Batalla de disseny senzill està equipada amb martells i perforadors en el seu frontal. La meitat superior del Cabracán posseeix desenes de droids que s'activen si aquesta corre perill.

- Land Crab: Aquesta Estació de Batalla és usada tant per GA com per Interior Union, amb menudes diferències en el model de cada companyia. És senzill acabar amb elles des de la rereguardia, on la seua cuirassa és menys sòlida.

- Eclipse: Aquesta Estació de Batalla aèria d'Omer compta amb un canó làser de gran potència capaç de rotar 360° per a arribar a al seu objectiu.

- Answerer: Una Estació de Batalla flotant armada amb l'última tecnologia en Partícules Kojima. Després del seu disseny imponent, s'amaga l'habilitat d'utilitzar una mortal i millorada Armadura d'Assalt. Per a derrocar-la, hem de privar-la de les seues extensions en forma d'ales o bé usar la força bruta en el seu nucli.

- Òrbita Sol Déu: Un model de Land Crab modificat per a carregar amb canons Kojima, independents de la unitat principal, que faran un dany considerable si aconsegueixen arribar a l'enemic.

- Great Wall: L'Estació de Batalla més important del panorama, amb forma de tren i de diversos quilòmetres de longitud i armada amb canyons gatling descomunals i bateries de míssils de gran grandària. Acabar amb ella des de l'exterior és tot un repte, pel que si volem derrocar-la haurem de destruir els components del motor des del seu interior.

- Jet: Estació de Batalla de l'ORCA, equipat amb sabres làser de gran potència i amb una admirable defensa, llevat d'una menuda ranura de ventilació en la part superior, el seu taló d'Aquil·les.

- Giga Base: Altra Estació de Batalla feta principalment per a medis aquàtics. Incapaç de realitzar atacs de curta distància, però equipat amb canons de llarguíssim abast i míssils. Per a aproximar-se a Giga Base és recomanable usar el MUP (Abreujament de Mega-ultrapropulsor). A més compta amb el suport d'una flota sencera de bucs a la seua disposició. També existeix una versió terrestre d'aquesta Estació de Batalla, encara que no lluitem contra ella.